# وشستودی (ناحیه خوموتوف)
وشستودی (به چکی: Všestudy) یک منطقهٔ مسکونی در جمهوری چک است که در ناحیه خوموتوو واقع شده‌است. وشستودی ۵٫۱۱ کیلومتر مربع مساحت و ۱۸۶ نفر جمعیت دارد و ۳۱۷ متر بالاتر از سطح دریا واقع شده‌است.